# Wacław Gelger
Wacław Antoni Gelger (ur. 31 sierpnia 1923 we Lwowie, zm. 2007) – polski działacz państwowy i partyjny, prawnik, w latach 1968–1972 przewodniczący Prezydium Wojewódzkiej Rady Narodowej w Koszalinie.

## Życiorys
Syn Józefa i Kazimiery. Ukończył studia prawnicze, publikował prace z prawa administracyjnego m.in. w „Ruchu Prawniczym, Ekonomicznym i Socjologicznym”. W 1949 wstąpił do Zjednoczonego Stronnictwa Ludowego, był sekretarzem Komitetu Wojewódzkiego ZSL w Koszalinie (1959–1960) i wiceprezesem Komitetu Wojewódzkiego w Szczecinie (1961–1968). Od 1950 do 1951 zastępca przewodniczącego Powiatowej Rady Narodowej w Bytowie, następnie od 1953 do 1956 kierownik Wydziału Handlu i członek Prezydium Wojewódzkiej Rady Narodowej w Koszalinie. W latach 1956–1959 kierował Powiatową Radą Narodową w Bytowie. Następnie wszedł w skład Wojewódzkiej Rady Narodowej w Szczecinie, od maja 1960 do 23 września 1968 zajmując stanowisko wiceprzewodniczącego Prezydium. Ponadto w latach 1965–1968 kierował szczecińskim oddziałem Towarzystwa Przyjaciół Dzieci. Następnie powrócił WRN w Koszalinie, szefując jej Prezydium od 23 września 1968 do 24 listopada 1972.
Został pochowany na Cmentarzu Komunalnym w Koszalinie (R-15, rząd 16, grób 7)

## Odznaczenia
- Złoty Znak Związku Ochotniczych Straży Pożarnych (1969)[1]

1. ↑  Uroczystości z okazji "Dni Strażaka" w Koszalinie, "Trybuna Ludu", nr 143, 25 maja 1969, s. 10.